# Мішен-Гіллс (Каліфорнія)
Мішен-Гіллс (англ. Mission Hills) — переписна місцевість (CDP) в США, в окрузі Санта-Барбара штату Каліфорнія. Населення — 3571 особа (2020).

## Географія
Мішен-Гіллс розташований за координатами 34°41′20″ пн. ш. 120°26′23″ зх. д. / 34.68889° пн. ш. 120.43972° зх. д. (34.688779, -120.439750).  За даними Бюро перепису населення США в 2010 році переписна місцевість мала площу 3,20 км², з яких 3,18 км² — суходіл та 0,02 км² — водойми.

## Демографія
Згідно з переписом 2010 року, у переписній місцевості мешкало 3576 осіб у 1182 домогосподарствах у складі 965 родин. Густота населення становила 1116 осіб/км².  Було 1223 помешкання (382/км²).
Расовий склад населення:
| - 75,2 % — білих - 3,5 % — азіатів - 2,5 % — чорних або афроамериканців - 2,1 % — корінних американців - 0,3 % — вихідців з тихоокеанських островів - 10,8 % — осіб інших рас |

До двох чи більше рас належало 5,6 %. Частка іспаномовних становила 31,8 % від усіх жителів.
За віковим діапазоном населення розподілялося таким чином: 26,7 % — особи молодші 18 років, 58,6 % — особи у віці 18—64 років, 14,7 % — особи у віці 65 років та старші. Медіана віку мешканця становила 40,0 року. На 100 осіб жіночої статі у переписній місцевості припадало 99,6 чоловіків;  на 100 жінок у віці від 18 років та старших — 97,9 чоловіків також старших 18 років.
Середній дохід на одне домашнє господарство  становив 110 448 доларів США (медіана — 83 234), а середній дохід на одну сім'ю — 116 611 долар (медіана — 95 000). Медіана доходів становила 54 306 доларів для чоловіків та 50 250 доларів для жінок. За межею бідності перебувало 5,8 % осіб, у тому числі 5,1 % дітей у віці до 18 років та 1,7 % осіб у віці 65 років та старших.
Цивільне працевлаштоване населення становило 1723 особи. Основні галузі зайнятості: освіта, охорона здоров'я та соціальна допомога — 29,3 %, виробництво — 15,6 %, науковці, спеціалісти, менеджери — 10,9 %, публічна адміністрація — 10,2 %.